# Bobby Haarms, De goede beul
Bobby Haarms, De goede beul is een artistiek kunstwerk in Amsterdam-Zuidoost ter ere van Bobby Haarms (1934-2009), voetballer en voetbalcoach.
Het bronzen beeld met relatief grote sokkel is in 2010 ontworpen door Hans Jouta (seizoenkaarthouder bij Ajax) op verzoek van de werkgroep "Deze man verdient een standbeeld" bestaande uit diverse supportersverenigingen van AFC Ajax. Het werd gegoten in de Bronsgieterij van der Kleij in Leeuwarden (Hans Jouta voert atelier in Ferwert). De werkgroep wilde de hersteltrainer eren vanwege zijn werkzaamheden met terugkerende spelers, die door een blessure tijdelijk uitgeschakeld waren. Het standbeeld werd in 2011 geplaatst op De Passage, voetgangersgebied rond de Johan Cruijff ArenA. De bijbehorende plaquette werd bevestigd op een pijler van brug 1975. 
Bij de onthulling op 29 juli 2011 was Ronald de Boer aanwezig. De onthulling werd verricht door Daniël Dekker, voorzitter van de werkgroep en in het “normale” leven diskjockey. Tevens hield David Endt, teammanager een korte rede.
In 2020 kreeg het beeld een tegenhanger in de vorm van een standbeeld van Johan Cruijff, eveneens van Jouta. 

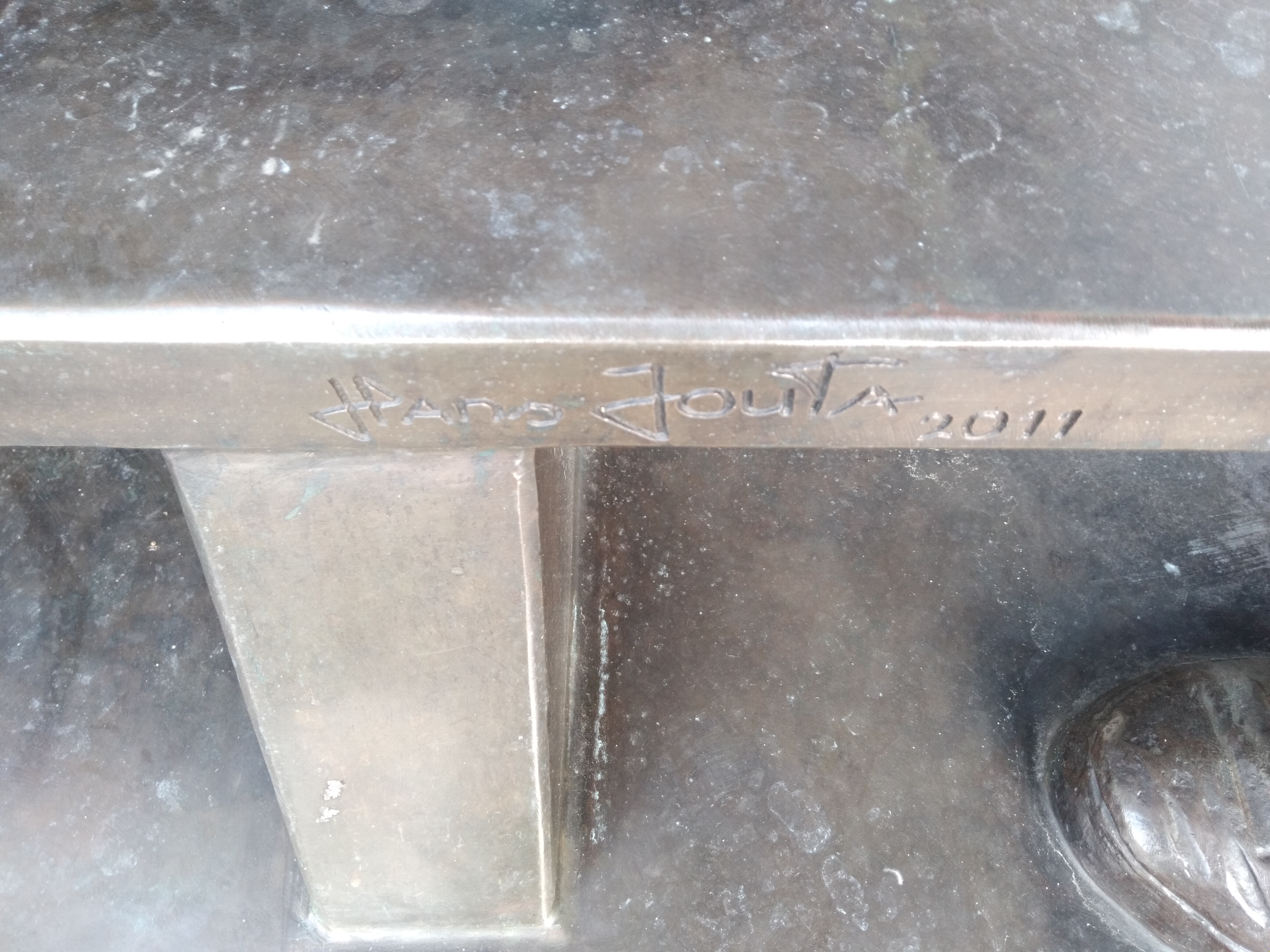
Inscriptie Hans Jouta (november 2020)